# Lugaggia

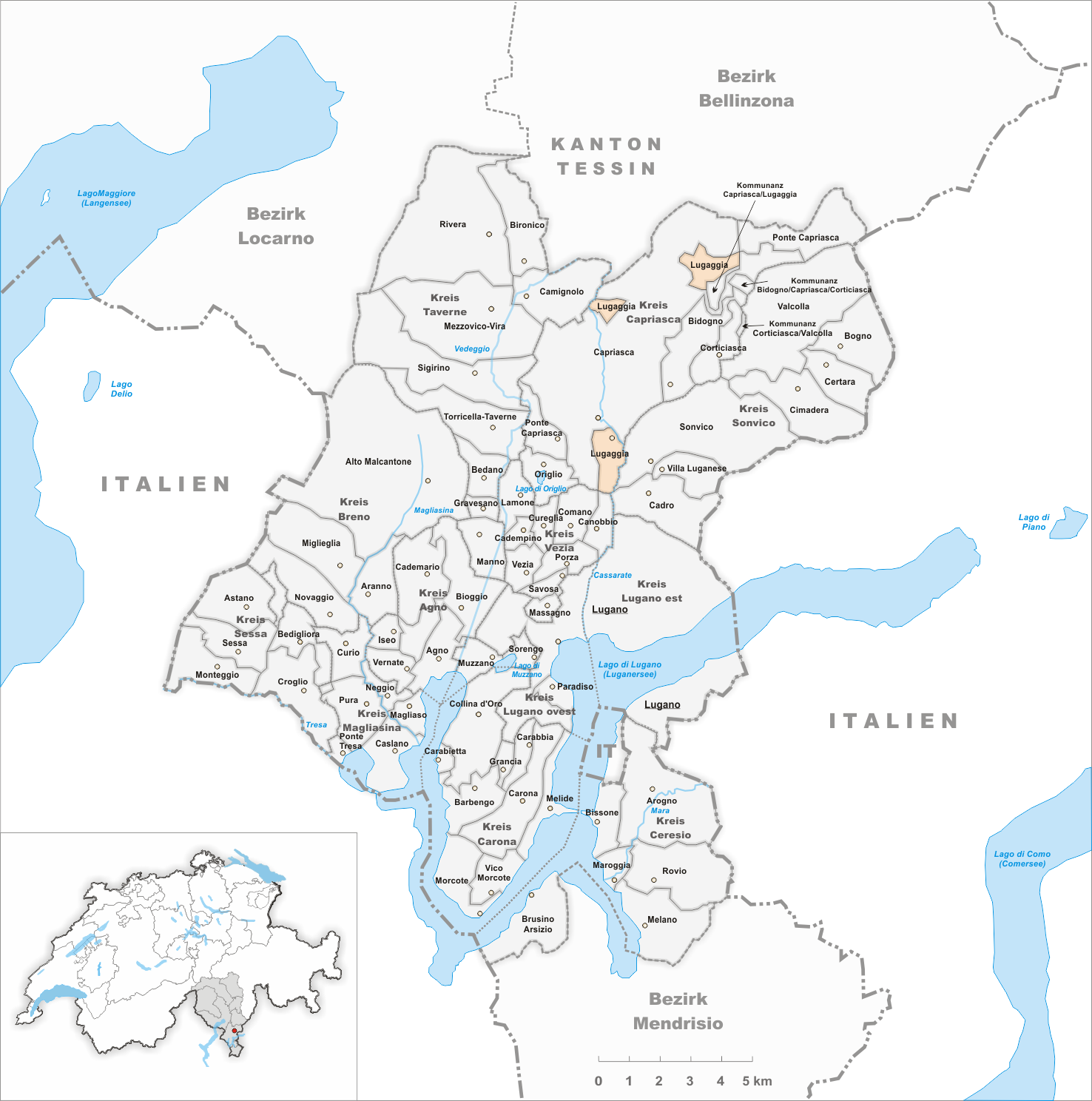
Gemeindestand vor der Fusion am 19. April 2008

Lugaggia ist eine ehemalige politische Gemeinde im Kreis Capriasca, im Bezirk Lugano des Kantons Tessin in der Schweiz.

## Geographie
Das Dorf liegt auf 506 m ü. M. in der Capriasca und neun Kilometer nördlich des Bahnhofs Lugano. Die Exklave Luera am oberen Ende des Val Capriasca gehört zur ehemaligen Gemeinde Lugaggia.

## Geschichte
Eine erste Erwähnung findet das Dorf im Jahre 1217 unter dem damaligen Namen Lugaza. Lugaggia war eine Gemeinde und musste in der ersten Hälfte des 14. Jahrhunderts dem Herzog von Mailand 16 Soldaten und Kriegsmaterial liefern. Es wurde in den Kämpfen zwischen Welfen und Ghibellinen von den Leuten von Sonvico am 10. März 1500 verwüstet und am 15. März 1500 zum Teil eingeäschert. 1583 trennte sich das Dorf von der alten Nutzungsgenossenschaft der Capriasca.
Am 20. April 2008 hat Lugaggia mit Bidogno sowie Corticiasca zur neuen Gemeinde Capriasca fusioniert. Lugaggia bildet aber nach wie vor eine eigenständige Bürgergemeinde.

## Bevölkerung
Einwohnerzahlen: Volkszählungsdaten

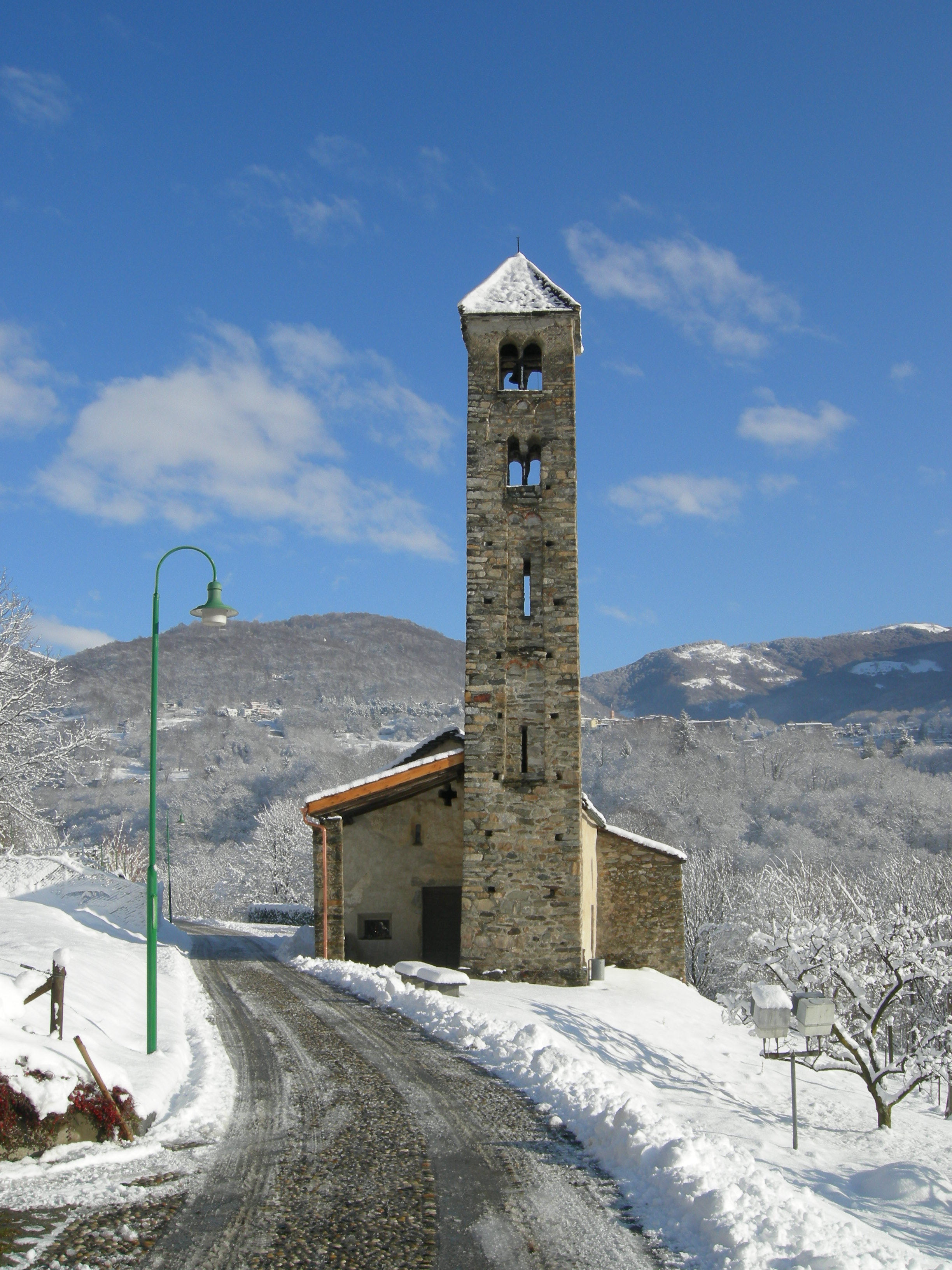
Romanische Kirche San Pietro

## Sehenswürdigkeiten

### Sakrale Bauten
- Oratorium San Carlo Borromeo[5]
- Betkapelle mit Fresko Madonna mit Kind[5]
- Im Ortsteil Sureggio: Romanische Kirche Santi Pietro e Paolo (11. Jahrhundert), eine der ältesten in Capriasca, enthält wertvolle romanische Fresken[5]
- Im Ortsteil Luera: Exklave der Gemeinde Lugaggia[6] beim Ortsteil Gola di Lago: Oratorium Santa Maria Ausiliatrice[5]

### Zivile Bauten
- Villa Mignon[5]
- Wohnhaus Antonini[5]
- Wohnhaus Molteni mit Wappe der Familie Quadri[5]